# Lee Briers
Lee Briers (* 14. Juni 1978 in St Helens) ist ein ehemaliger walisischer Rugby-League-Spieler. Er spielte für die Warrington Wolves in der Super League und für die walisische Nationalmannschaft.

## St Helens
1997 begann Brier mit dem professionellen Rugbyspielen bei St Helens, nachdem er bereits als Jugendlicher für den Verein gespielt hatte. Er ersetzte in seinen ersten Spielen den verletzten Bobbie Goulding und schaffte es mit ihnen ins Challenge-Cup-Finale. Obwohl er im Halbfinale gegen Salford als Man of the Match ausgezeichnet worden war, wurde er nach Gouldings Rückkehr auf die Ersatzbank verbannt, weswegen er nicht am Finale teilnehmen konnte.
1998 wechselte er für 65.000 £ zu den Warrington Wolves.

## Warrington
Bereits in seinem ersten Jahr bei Warrington wurde er aufgrund seiner Leistung für den Young Player of the Year Award nominiert. 2002 stellte er einen Super-League-Rekord auf, als er in einem Spiel gegen Halifax fünf Dropgoals kickte. Er wurde einer der wichtigsten Spielmacher und 2003 zum Kapitän ernannt.
2010 gewann er mit Warrington den Challenge Cup und erhielt als MVP die Lance Todd Trophy.
2011 brach er eine ganze Reihe von vereinsinternen Rekorden, unter anderem wurde er der Spieler mit den meisten Punkten. Er brach ihn während eines Challenge-Cup-Spiels gegen Swinton, das Warrington 112:0 gewann, in dem er zudem 44 Punkte (3 Versuche und 16 Erhöhungen/Straftritte) erzielte und damit seinen eigenen Rekord für Punkte in einem Spiel brach, den er 11 Jahre zuvor gegen York aufgestellt hatte.
2012 gewann er mit Warrington erneut den Challenge Cup.
2013 erlitt er während eines Super-League-Spiels gegen Wigan eine Genickverletzung, durch die er für die nächsten 13 Spiele ausfiel. Sein erstes Spiel nach dieser Pause war ein Spiel gegen Salford in der fünften Runde des Challenge Cup, in dem er einen Versuch legte.
Im November 2013 erklärte Briers aufgrund der Folgen seiner Genickverletzung sein Karriereende. Kurz zuvor hatte er seine Autobiografie mit dem Titel Off the Cuff veröffentlicht.